# Gabbers (stripverhaal)
De Gabbers zijn de hoofdpersonen in een reeks stripverhalen die in de jaren 1970 geschreven en getekend zijn door Lex Overeijnder. In deze verhalen, die voor het merendeel in De Telegraaf gepubliceerd zijn, speelt een volkje de hoofdrol dat qua uiterlijk het midden houdt tussen mensen en dieren. Ze gedragen zich echter als mensen.
Het volkje wordt geleid door Moer Goer en Ouwe Gabber. Moer Goer heeft het recept om zoetgroeikool te laten groeien, waarmee ze nieuwe Gabbers kan maken. De grote tegenstander van de Gabbers is Sov de rode tovenaar, die steeds opnieuw (tevergeefs) probeert om Moer Goer haar geheim te ontfutselen. Sov laat zich hierbij helpen door de Gorken, maar dat zijn in tegenstelling tot de Gabbers maar luie wezentjes aan wie hij eigenlijk niets heeft.

## Verhalen
Er zijn van de Gabbers veertien verhalen verschenen, waarvan twaalf in de Telegraaf, een in het tijdschrift Jamin Junior en een in het Groot vacantie Gabber album.
1. De Gabbers (afl. 1-45; 11 oktober - 1 december 1970).
2. De Sov-wijn (afl. 46-130; 2 december 1970 - 13 maart 1971). Dit verhaal is in 1978 in boekvorm verschenen bij Uitgeverij Helmond.
3. De Hippen (afl. 131-223; 15 maart - 3 juli 1971). Dit verhaal is in 1978 in boekvorm verschenen bij Uitgeverij Helmond.
4. De raasdonder (afl. 224-235 en 237-317; 5 juli - 20 oktober 1971). Een boekuitgave werd aangekondigd, maar is nooit verschenen.
5. De Grondelaer (afl. 318-438; 21 oktober 1971 - 11 maart 1972).
6. De sierpotgeest (afl. 439-570; 13 maart - 16 augustus 1972).
7. Het andere ik (afl. 571-678; 17 augustus - 22 december 1972).
8. De anti Gork (afl. 679-770; 23 december 1972 - 12 april 1973).
9. De fijndolven! (afl. 771-866; 13 april - 9 augustus 1973).
10. De kanjerkriel (afl. 867-948; 23 augustus - 1973).
11. De jaknikkers (afl. 949-1040; 1 december 1973 - 22 maart 1974).
12. Sov's lierenzang (afl. 1041-1148; 23 maart - 5 augustus 1974).
13. De Gabbers (28 pag.). Alleen gepubliceerd in de eerste veertien afleveringen van het tijdschrift Jamin Junior (een tijdschriftje van Jamin). Chronologisch moeten we dit verhaal tijdens verhaal 5 en 6 plaatsen.
14. Sov vist achter het net (64 pag.). Alleen gepubliceerd in het Groot vacantie Gabber album, en afgewisseld met kleurplaten en puzzels. Chronologisch moeten we dit verhaal halverwege verhaal 6 plaatsen.

## Aankondigingen, inleidingen en uitleidingen
- In de Telegraaf werd het eerste verhaal voorafgegaan door een geïllustreerde aankondiging (10 oktober 1970).
- Eveneens in de Telegraaf verschenen in 1972 enkele advertenties voor het vakantiealbum.
- In de drie boekuitgaven is een algemene inleiding opgenomen. Deze inleiding is in de drie boeken min of meer gelijk.
- In de boekuitgaven van verhaal 2 en 3 is bovendien een kleine uitleiding opgenomen.

## Puzzels
Van de Gabbers zijn twee legpuzzels verschenen, getiteld de Gabbers 1 en De Gabbers 2. De twee puzzels lijken samen een mini-verhaaltje te vormen: op de eerste puzzel rent Sov achter enkele Gabbers aan, die over een plank de rivier oversteken. Op de tweede puzzel springt Sov op de plank, waardoor hij een van de Gabbers een eindje de lucht in slingert.